# San Francisco de Laishi
Misión San Francisco de Laishí is een plaats in het Argentijnse bestuurlijke gebied Laishi in de provincie Formosa. De plaats telt 4.384 inwoners.